# Землетрус у Пуеблі (2017)

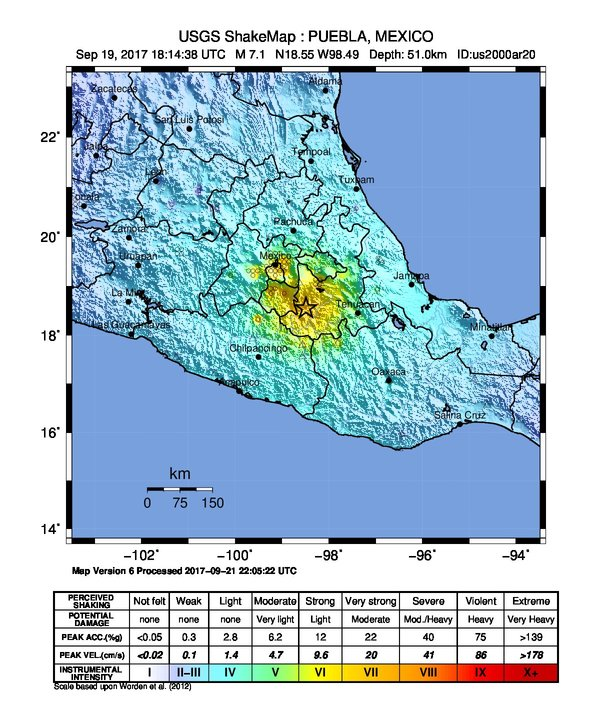

Землетрус, що стався увечері 19 вересня 2017 року. Його епіцентр знаходився на глибині 51 км за 55 км на південь від міста Пуебла де-Сарагоса (Мексика) та за 115 км на південний схід від столиці Мексики — Мехіко. Зафіксована магнітуда землетрусу в 7,1 бала.

## Наслідки землетрусу
За першими даними, загинуло 42 людини на наступний день офіційно було оголошено — загинуло 230 осіб та понад 800 отримали поранення. Пізніше цифра загиблих зросла понад 300.

## Обґрунтування
Мексика є однією з найбільш сейсмічно активних регіонів світу, що розташована на межі декількох тектонічних плит. Межа між плитою Кокос та Північноамериканською плитою прямує вздовж Тихоокеанського узбережжя Мексики утворює зону субдукції, здатну генерувати великі землетруси. Разом з межами плити Рівера та Карибської плити, це спричиняє в середньому 40 землетрусів у країні на добу. Мехіко побудоване на висохлому озерному дні з м'яким ґрунтом, що посилює руйнування, спричинені великим землетрусом.
| Штат          | Фатальні випадки | Ref   |
| ------------- | ---------------- | ----- |
| Герреро       | 6                | [ 4 ] |
| Морелос       | 73               | [ 4 ] |
| Оахака        | 1                | [ 4 ] |
| Пуебло        | 45               | [ 4 ] |
| Мехіко (штат) | 13               | [ 4 ] |
| Мехіко        | 169              | [ 4 ] |
| Totals:       | 307              | [ 4 ] |

## Галерея

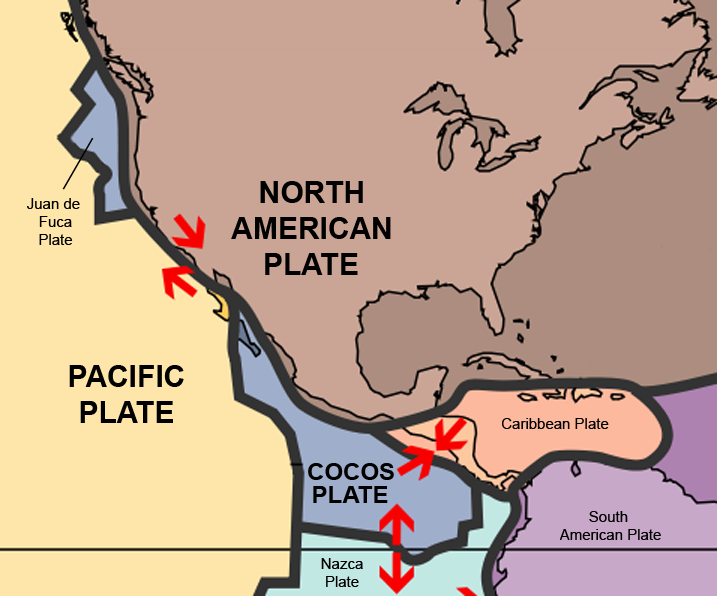
Тектонічна мапа Мексики. Мексика розташована праворуч від північної частини плити Кокос
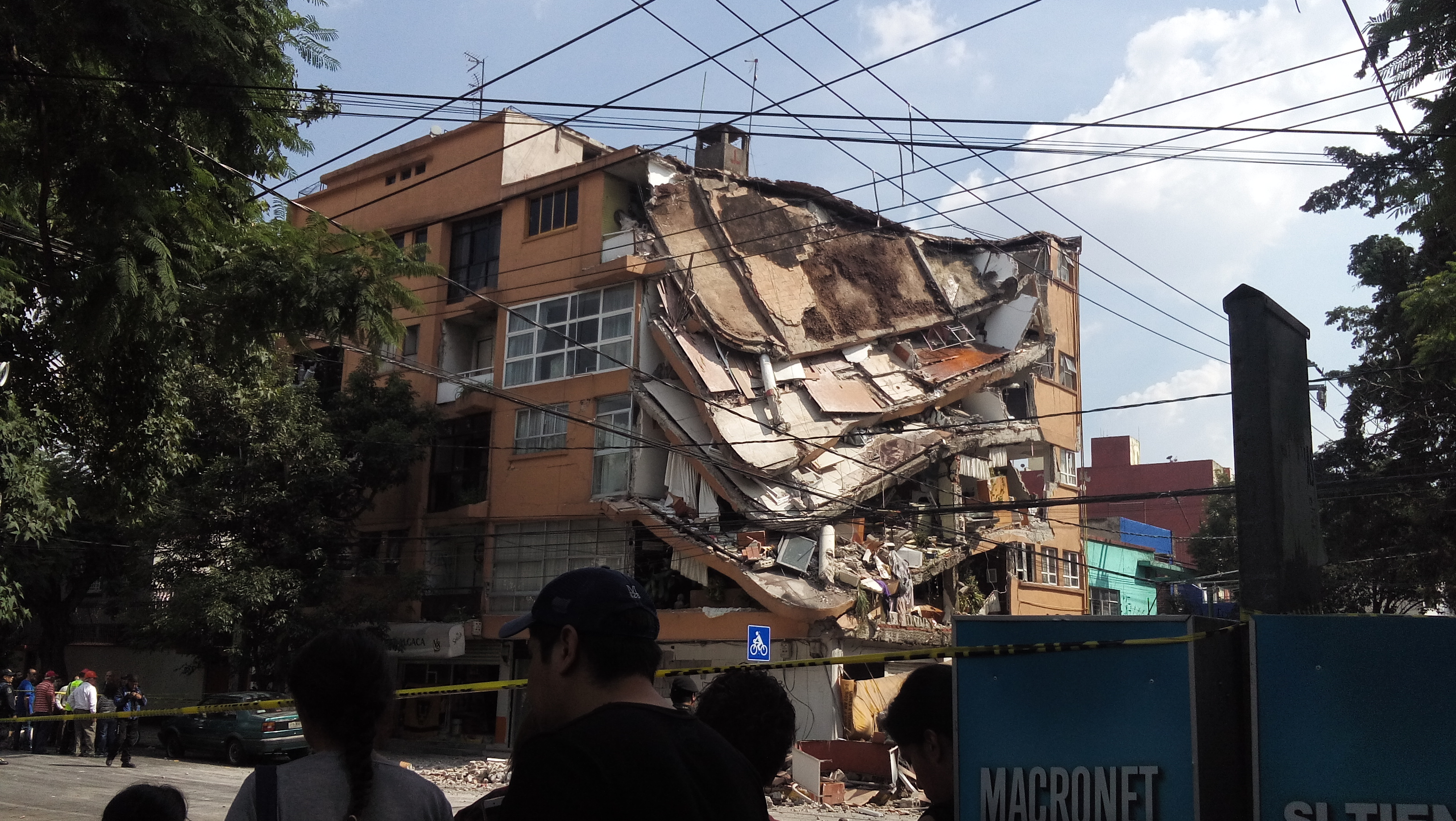
Наслідки землетрусу в Мехіко, Мексика
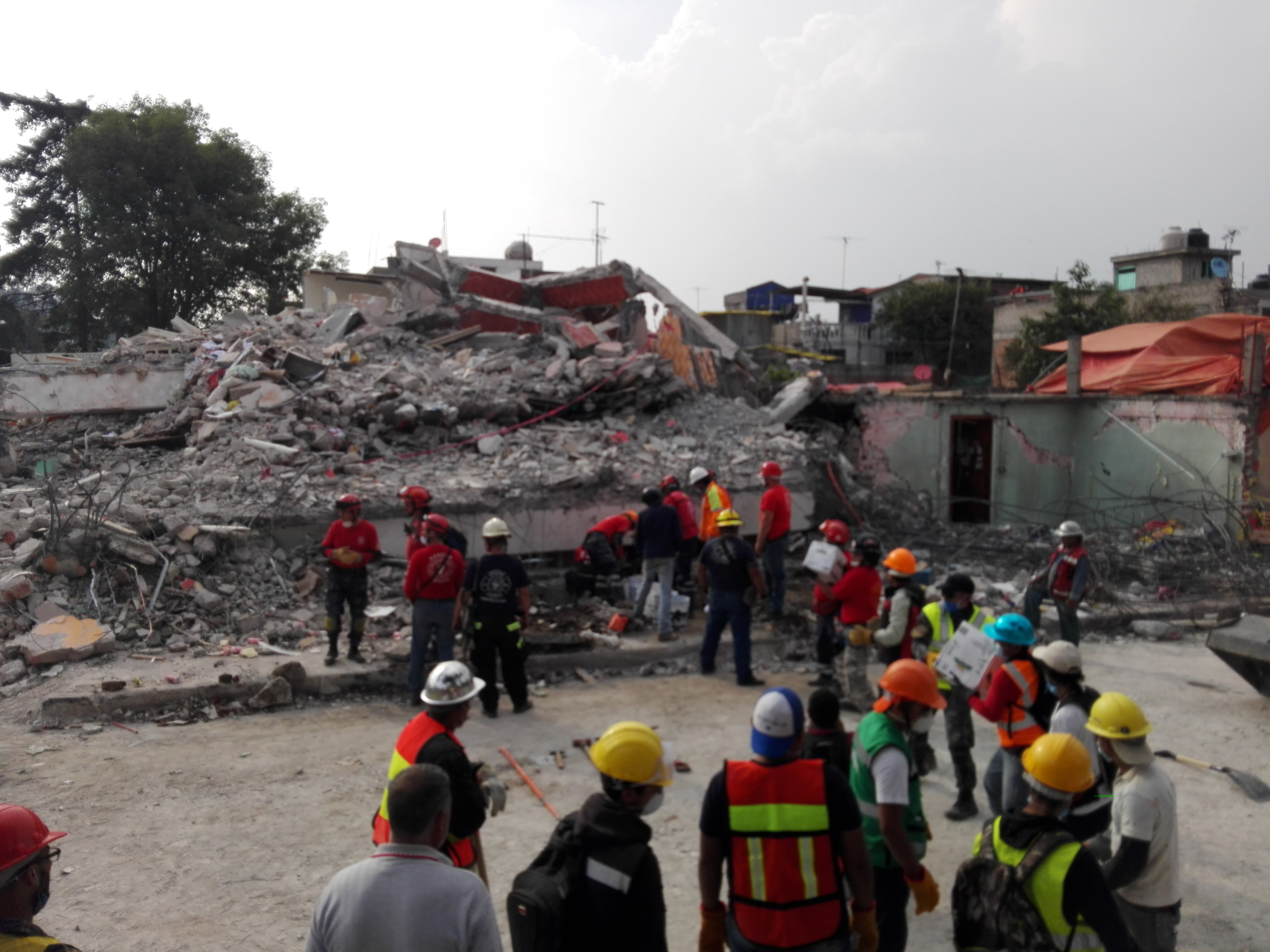
Рятувальні роботи в Сошимілко, Мексика
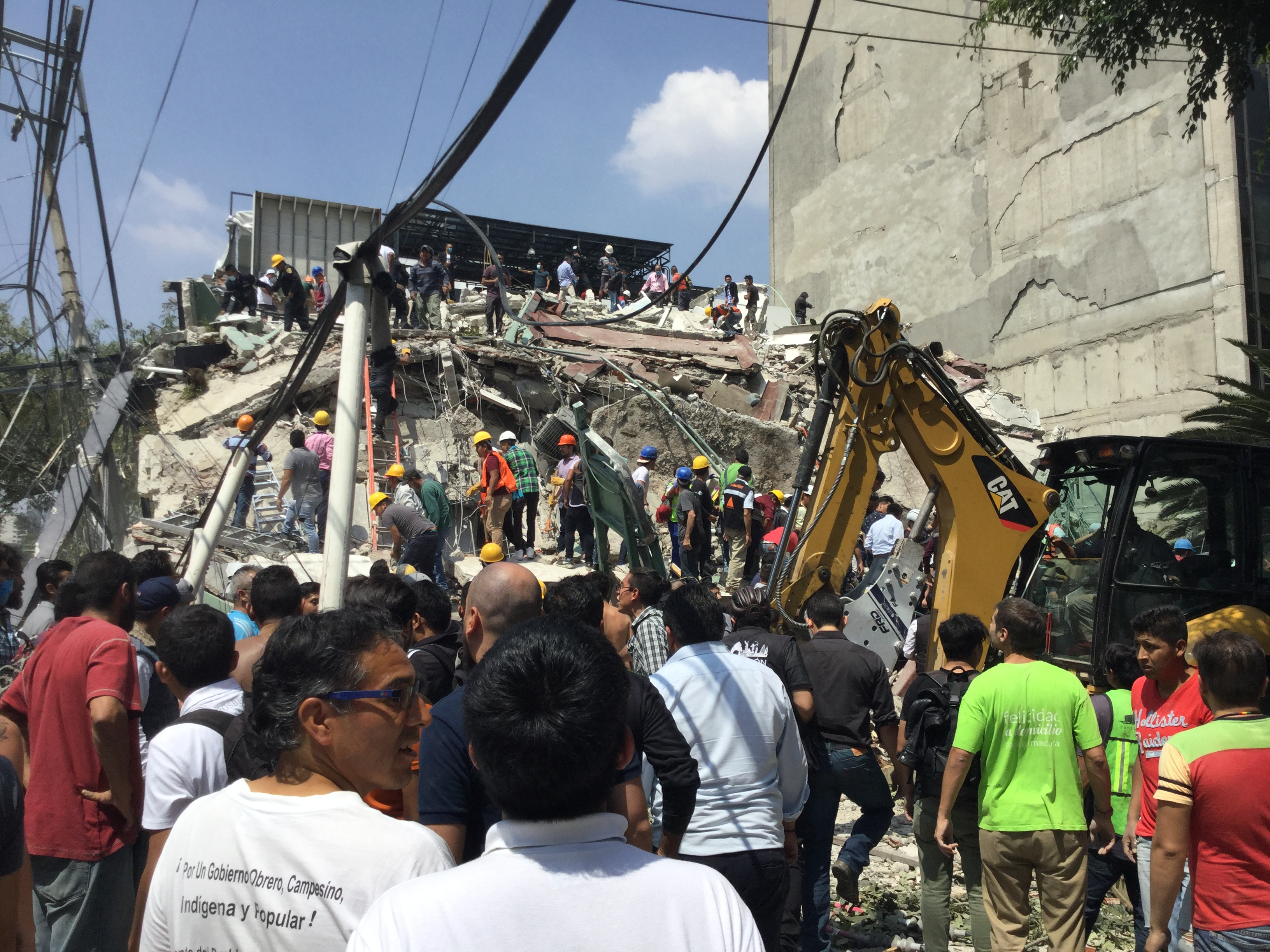
Зруйнована будівля в Медельїн, Мексика

## Афтершоки
|                                  |
| Графік землетрусів за магнітудою |

|                                                                                 |
| Карта афтершоків 22 вересня 2017 р. Червона позначка вказує на головний поштовх |

|                      |
| Кількість афтершоків |